# Hősök tere (stacja metra)

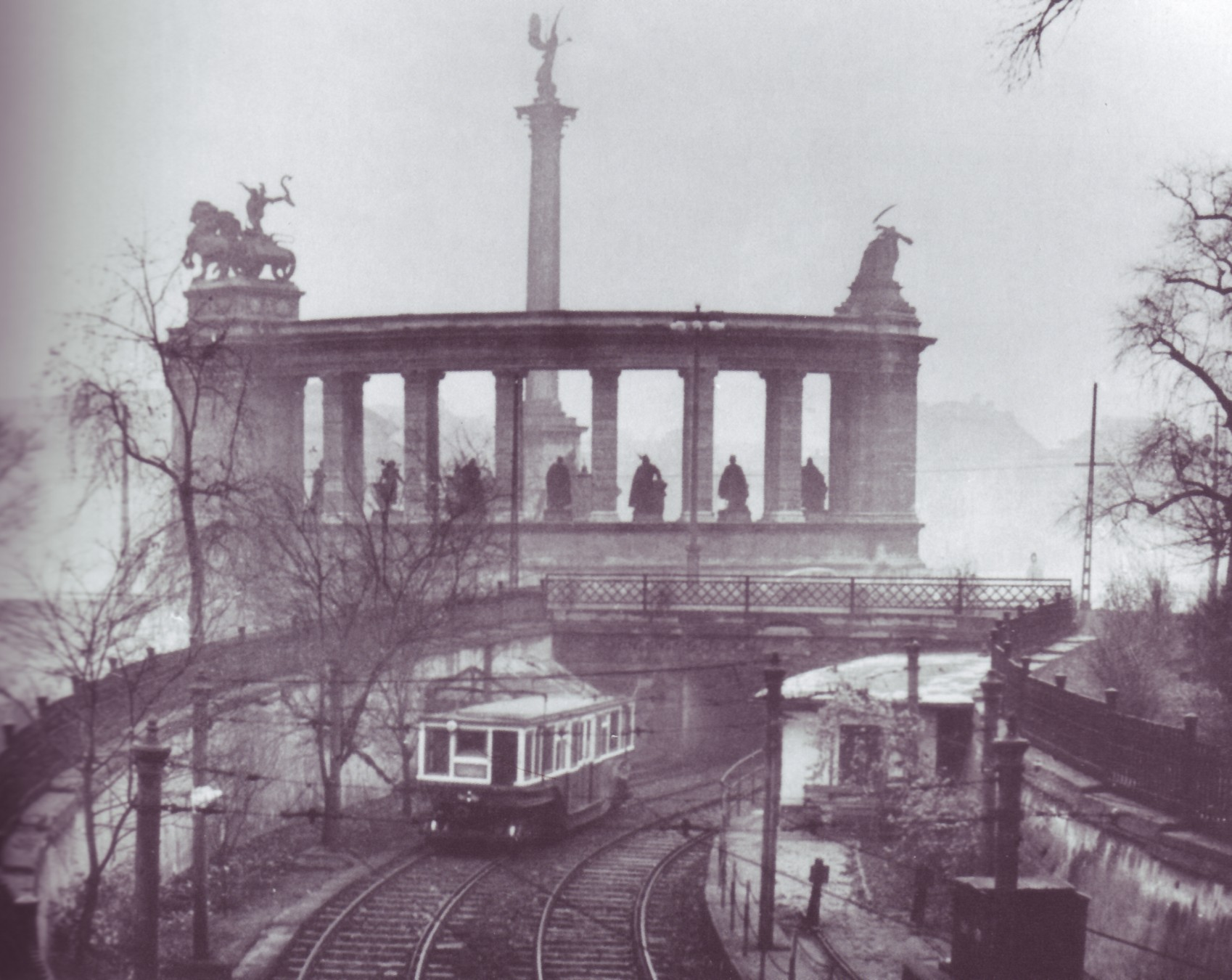
Stacja Hősök tere dawniej

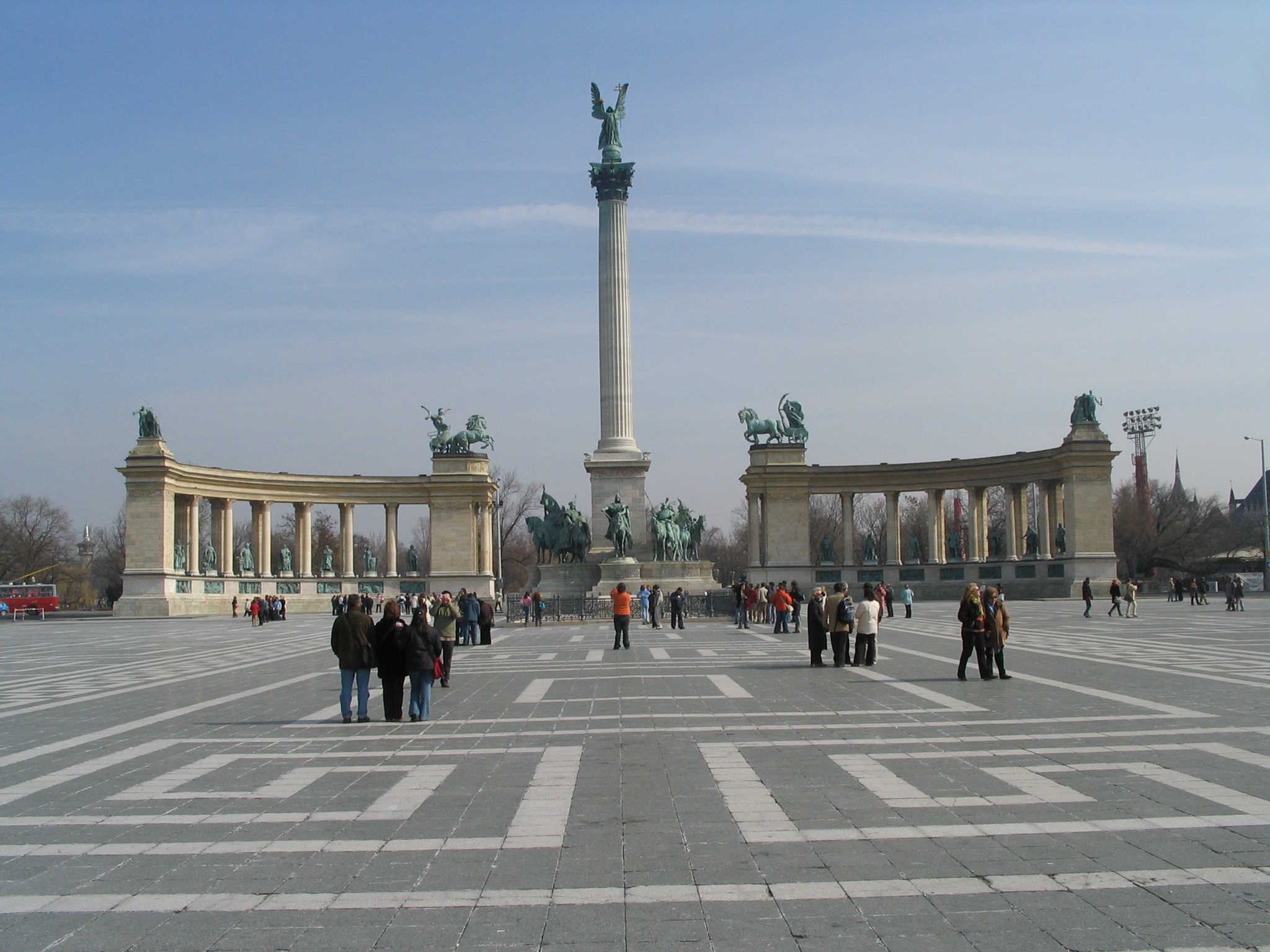
Hősök tere (Plac Bohaterów)

Hősök tere – stacja metra w Budapeszcie na linii M1. Została oddana do użytku w roku 1896. Stacja nosi nazwę Hősök tere (pol. Bohaterów) i jest położona przy placu Bohaterów, jednym z najważniejszych placów i węzłów komunikacyjnych w Budapeszcie. Duży ruch stacja zawdzięcza bliskości ważnych miejsc – samego placu, Muzeum Sztuk Pięknych i Parkowi Miejskiemu. Wyglądem stacji przypomina klasyczny wystrój żółtej linii budapeszteńskiego metra. Następne stacje to: Bajza utca i Széchenyi fürdő.